# Шмели (группа)
«Шмели́» — группа, музыка которой имеет фолк-направленность в сочетании с тяжёлой рок-музыкой.

## История
История группы началась в 1993 году на Украине, в городе Ровно. Когда к Александру Шмелёву (гитара, вокал), писавшему панковские песни присоединилась Лёля (вокал, гитара), учившаяся в педагогическом институте. Первоначальное группа называлась «Rubbish Chute Road». Ранее, с 1989, Александр Шмелёв играл в молодёжной группе, существовавшей в среде учеников ровенской школы № 15, его первыми коллегами были, в частности, Андрей Пермяков и Алексей «Sheva» Шевчук. В первых песнях было заметно сильное влияние групп «Гражданская оборона» и «АукцЫон». Состав группы почти постоянно меняется. Первыми музыкантами, игравшими со «Шмелями» ещё с 1993 года, были Михаил «Майк» Просюк (гитара), Антон Рештаненко (бас-гитара) и Игорь «Проха» Прошин (ударные) (погиб в 2005 году). В 1996 группа впервые приезжает в Москву, в составе: Шмель (гитара, вокал), Лёс (ударные), Руслан «Жылудок» Пухальский (свирель, бэк-вокал), Мирослав Кроль (бас-гитара).
В 1999 году, по приглашению Сергея Троицкого, Шмель и Лёс (Лёля Заседателева) окончательно переезжают в Москву. Поскольку на остальную команду приглашение не распространялось, в состав группы приходят новые музыканты — Владимир «TGR» Алимин (бас-гитара, экс-Юрий Антонов), Иван Тимошенко (гитара, «Билли Schubert») и сессионный барабанщик Николай «Робот» Быков. В конце 2000 года к группе, на постоянной основе, присоединяется ровенский ударник Андрей «Танцор» Мартыненков (с 2004-го в «Коррозии металла»). В 2002 году, Иван и Андрей ненадолго покидают команду и на их место приходят Олег «Сова» Туртыгин (гитара, «Тетрайдер») и Олег «Монстр» Горохов (ударные, «Море»). В конце 2002 года «Шмели» выходят из состава «Корпорации Тяжёлого Рока» и начинают самостоятельную концертную деятельность. В 2003 году «Монстр» уходит петь в возродившееся «Море» (в 2007 название сменилось на «Туловище»), в «Шмели», на сессионной основе, возвращаются И. Тимошенко и А. Мартыненков, но, в связи с ухудшившимся состоянием здоровья, группу покидает В. Алимин и Шмель берёт на себя функцию бас-гитариста. За последующие годы группа много экспериментирует со звучанием, Шмель и Лёля участвуют в нескольких альтернативных проектах, в частности в сотрудничестве с экс-гитаристом «Тетрайдер» Аланом Waters’ом («Клочья», «Антивирус», «Драматургия»).
«Шмели» много гастролируют по России и странам СНГ. В начале 2008 года, совместно с группами «Tamtrum» (Франция) и «Roman Rain», «Шмели» провели широкомасштабный тур, по Украине и России (график Архивная копия от 15 апреля 2008 на Wayback Machine).
1 мая 2018 года вышел в свет совместный сингл группы «Аборт мозга», записанный при участии Лёли и Шмеля
В 2018 году группа переезжает в Одессу, где готовит к выпуску украиноязычный альбом, в сочетании с тяжелой современной музыкой, что придает особое звучание фольклорной тематике одной из ключевых песен альбома — «Пузар».
В настоящее время группа гастролирует по странам ближнего зарубежья.
В последнее время состав группы часто меняется. Актуальный состав можно посмотреть на официальном сайте.

## Состав

### Действующие участники
- Александр «Шмель» Шмелёв — вокал, бас, гитара, музыка, тексты.
- Лёля «Лёс» Заседателева — вокал, музыка
- Андрей Капран — гитара, бас
- Александр Мельниченко — барабаны

### Бывшие участники
- Ростислав «Росс» Щербатко — клавиши, синтезаторы (1998—2005)
- Иван «Док» Тимошенко — гитара (2000—2003, 2005, 2007, 2018)
- Андрей «Танцор», «Мартын» Мартыненков («Коррозия металла») — барабаны (2002—2003, 2005—2008)
- Игорь «Базилио» Ермаков † («Д.И.В.») — гитара (2003—2008)
- Николай «Робот» Быков † — барабаны (2000—2002)
- Олег «Зуев» Туртыгин † — гитара (2001—2003)
- Алексей «Голландец» Панов («Коррозия металла») — гитара (2006—2007)
- Алексей «Гризли» Грызлов — бас, синтезатор (2001, 2008—2018)
- Кирилл «Глазег» Ушаков — барабаны (2009—2018)
- Дмитрий «Ксирон» Шкатов — волынка, флейта (2008—2018)
- Владимир «TGR» Алимин — бас (2000—2002)
- Евгений Житенёв — бас (1998—1999)
- Андрей «Зуев» Билаш — барабаны (1998—2000)
- Олег «Монстр» Горохов — барабаны (2001—2002)
- Сергей «Коробас» Коробко — бас (1998—2000)
- Юрий «Ларс», «Малдер» — барабаны (2004)
- Александр Голов — барабаны (2009)
- Дмитрий Рессер — гитара (2009)
- Сергей Спицын — бас (2009)
- Юрий «Лин» Хорин — гитара (2009—2010)
- Владимир Иванов — гитара, бас (2018)
- Алексей «Шева» Шевчук
- Павел Sadriil Кладиев

## Дискография

### Студийные альбомы
1. (1998) Дурацкие книжки
2. (1998) Петля Соблазна by ar.ukraine
3. (1998) Пурга (CDRIP)
4. (1998) Пурга (TapeRIP)
5. (1998) Тротиловые сказки
6. (1998) Туловище
7. (1999) Вулканизация души
8. (1999) Злорадостная опухоль
9. (2000) Бомба в убежище
10. (2000) Мощи
11. (2000) Принцеssа Беz Труsоv
12. (2000) Трахни небо
13. (2001) Спазмы рока
14. (2002) Негатив пространства
15. (2003) Агрессивный покой
16. (2004) Жажда
17. (2004) Тень сердца
18. (2005) Восемь женщин на радуге («ШМели» и Alan Waters)
19. (2005) Лёд
20. (2006) Пуговица
21. (2006) Я вернусь к тебе
22. (2007) Кошкины обиды
23. (2008) Карамельные страхи
24. (2009) М. Я. У. (Московская Ярмарка Удовольствий)
25. (2010) Механическая балерина
26. (2010) Топливо
27. (2010) Цех по реабилитации параноиков
28. (2011) Театр уродов
29. (2013) Пара трупов
30. (2014) Белый карандаш
31. (2016) Злорадостная опухоль (Переиздание)
32. (2017) 16 чудес
33. (2017) Мизантропия
34. (2018) Территория НОЛЬ
35. (2021) Чорний Лic
36. (2022) Хаос Желаний

### Сборники
1. (2000) Организм
2. (2002) Пошмелье (сборник, 2000—2002)
3. (2003) Полна сума (сборник 1998—1999)
4. (2005) Ветхий сборник (1999—2001)
5. (2008) Сборник 2002—2008
6. (2017) Бюро волшебных услуг (сборник)

### Lives
1. (2005) Квартирник
2. (2007) Live in MezzoForte 17.03.2007
3. (2011) Квартирник в Днепропетровске 26.03.2011

### Projects
1. (2001) Клочья — Рисунки на душе
2. (2003) AntiVirus — Остановите человечество
3. (2007) Alan Waters feat. Шмели — Пришельцы в этот мир
4. (2007) Драматургия
5. (2009) U.L.A. — Небо против
6. (2011) AntiVirus — Восстановите человечество (2CD)
7. (2019) SHULOV’E — Твариною поруч

### Singles
1. (2018) На Троне
2. (2021) Вiдьма
3. (2022) Пий, де кiнь п'є
4. (2022) Фактор

* до 2001 года — выборочно, дискография не включает украинские альбомы, MP3-сборники и сборники «Панк Революция», «Железный марш» и «Metal From Russia»

## Видеография
- 2004 «SHMELY» — видеосборник 2000—2004 (VHS) GM Records
- 2006 «Дыханье забытого мира» — видеосборник 1999—2006 (DVD) Moroz Records
- 2007 «Концерт в Москве 17.03.2007 + клипы» (DVD)
- 2009 «В живых играют мертвецы» — видеосборник (DVD) ЯРОС ФИЛЬМ
- 2011 «Лечебница» — видеосборник (DVD)
- 2011 «SHMELY, DRAMATURGIAY, U.L.A. — LIVE, CLIPS, INTERVIEWS» — видеосборник (DVD)

## Пресса
Статьи о группе, как о музыкальном коллективе, а также рецензии на альбомы и концерты «Шмели» появились сравнительно недавно в музыкальных изданиях и на интернет-порталах.
- обзор питерского концерта и интервью Архивная копия от 25 октября 2007 на Wayback Machine на портале Dark Petersburg 2006 г.
- пресс релиз альбома «Кошкины Обиды» Архивная копия от 16 сентября 2008 на Wayback Machine на сайте Dizzaster 2007 г.
- статья «Готика или больше?» Архивная копия от 27 февраля 2009 на Wayback Machine на сайте Podzemka (Воронеж) 2008 г.
- обзор ижевского концерта российского тура «Tamtrum» (Франция) + «Шмели» на Fanlife 2008 г.